# Hintersee (Ramsauer Ache)
Pour l’article homonyme, voir Hintersee.
Le Hintersee (auparavant Ferchensee ou Forchensee) est un lac situé dans la municipalité de Ramsau bei Berchtesgaden, à environ  2 kilomètres à l'ouest du centre de Ramsau. Le village de Hintersee sur sa rive ouest avec environ 100 habitants tient son nom directement.

## Géographie
Le Hintersee au pied du Reiter Alm et du Hochkalter s'est formé il y a environ 3 500 à 4 000 ans lorsqu'un glissement de terrain du Blaueistal et du Hochkalter, qui couvre une superficie de 75 hectares, endigue le Klausbach, dont la source s'élève au Hirschbichl, et en même temps crée la Zauberwald. Afin d'éviter un nouvel envasement par les sédiments emportés, le Klausbach est détourné à côté du Hintersee vers 1900 jusqu'à son débordement, le Sillersbach, et finalement s'écoule dans le Ramsauer Ache. Néanmoins, le lac n'a aujourd'hui qu'un tiers de sa superficie d'origine.
Le lac se trouve entièrement dans le district forestier de Hintersee, qui était une zone sans municipalité jusqu'à ce qu'il soit incorporé à Ramsau bei Berchtesgaden le 1er janvier 1984. Avec sa rive ouest, cependant, il est limitrophe de la municipalité de Ramsau, plus précisément de Hintersee, qui appartenait à l'origine à Antenbichl.
Aujourd'hui, le lac n'est alimenté que par de petites criques à l'ouest et au nord-ouest. L'un d'elles est l'Antonigraben, sous l'Edelweißlahnerkopf et se jette dans le lac à quelques mètres de l'Antonikapelle.
Le lac a une profondeur maximale de 18 mètres et, pendant les mois d'été, une température de l'eau d'un maximum de 15 à 16 °C. Le lac gèle régulièrement en hiver et est utilisé par les patineurs, les curlingers et les randonneurs.
Le Hintersee est connu pour son reflet du Hoher Göll.

## Histoire
Une importante route commerciale passe le long du Hintersee entre le Hirschbichl et le Pinzgau, elle contribue à la première colonie de Ramsau après la fondation de la prévôté de Berchtesgaden.
Après la création de l'État libre de Bavière, la maison forestière du Hintersee est la dernière halte en Bavière dans sa fuite du roi Louis III avant qu'il ne libère ses officiers et soldats du serment de loyauté avec la déclaration d'Anif, dans le château en Autriche, le 12 novembre 1918.
Après le bombardement d'Obersalzberg, certains fonctionnaires nazis viennent à Hintersee. Peu avant la fin de la Seconde Guerre mondiale, le journal de guerre du Oberkommando der Wehrmacht avec tous les textes et annexes y est détruit le 1er mai 1945 sur ordre du général August Winter.

## Culture

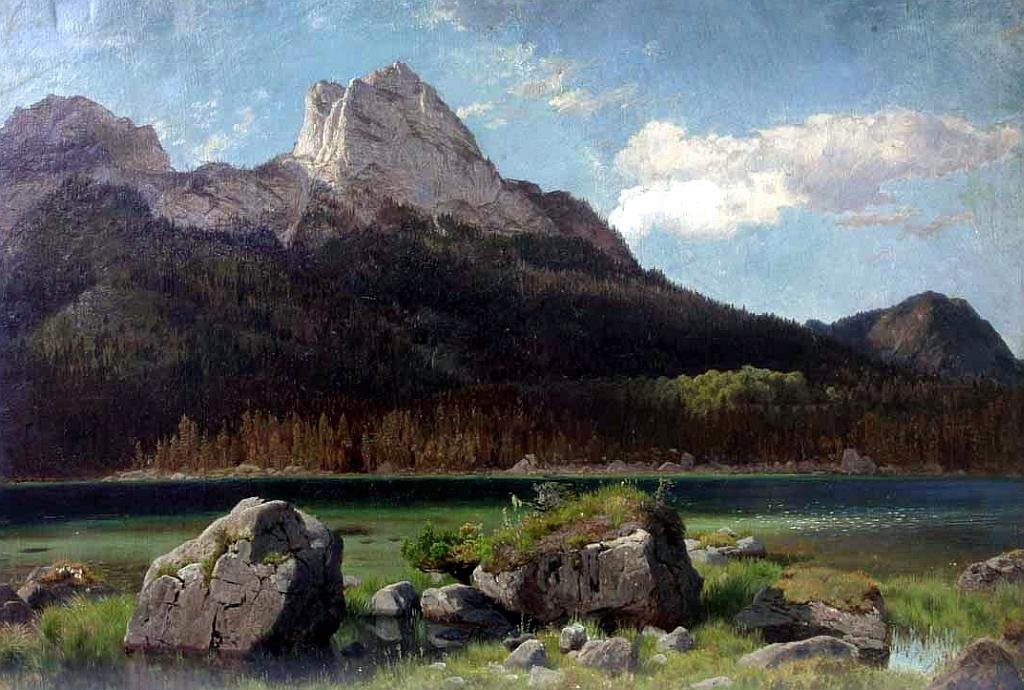
Johann Wilhelm Schirmer, Der Hintersse bei Berchtesgaden, 1838.

Au XIXe siècle, une colonie de peintres se développe sur le Hintersee, principalement composée de représentants des écoles de Munich et de Vienne : Wilhelm Busch, Carl Rottmann, Ludwig Richter, Carl Schuch, Karl Hagemeister, Thomas Fearnley, Friedrich Gauermann, Ferdinand Waldmüller, Frederik Christian Kiærskou… Beaucoup se retrouvent au Gasthof Auzinger.
Le Hintersee sert également de décor à plusieurs films.

## Tourisme
Le lac est accessible à pied depuis Ramsau à travers la Zauberwald. Il y a une ligne de bateau électrique sur le lac, et des bateaux à rames et des pédalos peuvent être loués. L'auberge de jeunesse UCJG et plusieurs hôtels et restaurants sont sur les rives du Hintersee.